# Systems Modeling Language

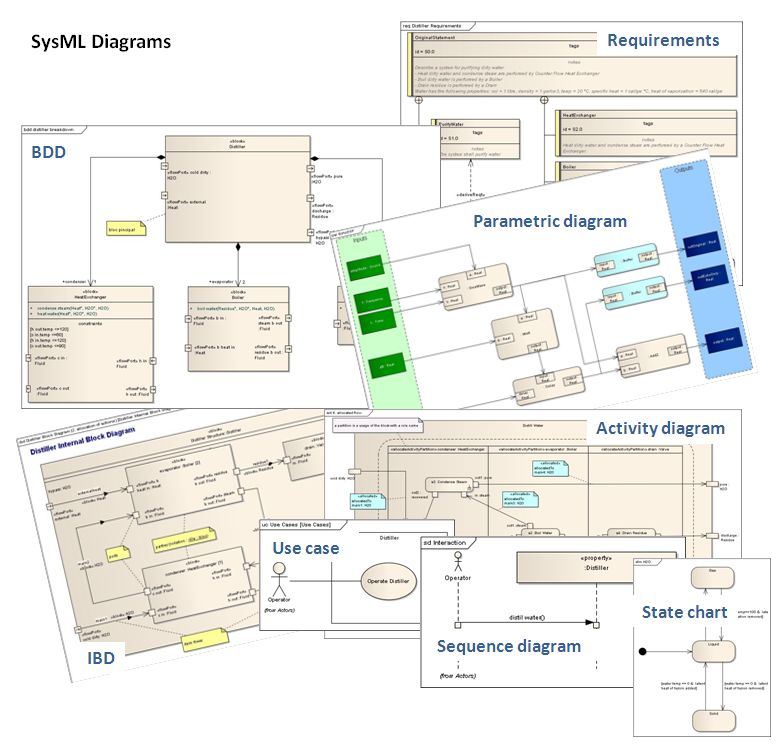
Колаж з діаграм Sysml

Systems Modeling Language (SysML) — графічна мова моделювання загального призначення для застосувань в системній інженерії. Підтримує специфікацію, аналіз, дизайн, верифікацію та валідацію широкого діапазону систем.
SysML спочатку розроблялась проєктом специфікації оупенсорсної системи, та включала відкриту ліцензію для поширення та використання.
SysML описана як розширення підмножини Unified Modeling Language (UML) з використанням механізму профілів UML.
Наступна, друга версія, буде текстовою мовою моделювання загального призначення.

## SysML v2
SysML v2 стане наступною версією мови моделювання загального призначення. Роботи над новою версією розпочались в 2018 році з публікації організацією OMG документа під назвою «SysML API & Services RFP».
На відміну від попередньої, ця версія буде в першу чергу текстовою, а не графічною. Команда розробників нової версії складається з понад 70 організацій та 170 людей. Розробники регулярно оприлюднюють поточну версію мови у відкритому репозиторії на порталі GitHub.
Нова версія матиме власне ядро — KerML, стандарт матиме чіткіші визначення, мова одразу підтримуватиме можливість «виконання» моделей. Також будуть додані нові засоби, необхідні для ширшого кола застосування у системній інженерії, зокрема, ризик, варіанти, матеріальні та геометричні властивості, відношення причина-наслідок.
Також буде визначено стандартизований інтерфейс доступу до моделей SysML 2.

## Діаграми
SysML включає такі типи діаграм, деякі з яких взяті з UML:
- Діаграми поведінки

1. Діаграма діяльності (Activity diagram)
2. Діаграма послідовності (Sequence diagram)
3. Діаграма станів, діаграма автомата (State machine diagram)
4. Діаграма прецедентів (Use case diagram)

- Діаграми структури

1. Діаграма визначення блоків (Block definition diagram)
2. Діаграма внутрішніх блоків (Internal block diagram)
  1. Параметрична діаграма (Parametric diagram)
3. Діаграма пакетів (Package diagram)

- Діаграма вимог (Requirement diagram)